# 페르난도 로드니
앨버트 페르난도 로드니(Albert Fernando Rodney, 1977년 3월 18일 ~ )는 전 도미니카 공화국의 프로 야구 선수다. 94~98마일의 속구와 80마일 초반의 팜볼을 던진다.
2012년, 0.60의 평균자책점으로 메이저 리그 역대 최저 기록을 수립하였다.